# Antonín Bennewitz
Antonín Bennewitz (26. března 1833, Přívrat – 29. května 1926, Doksy) byl český houslista, dirigent a hudební pedagog, spoluzakladatel Českého kvarteta.

## Život
Antonín Bennewitz se narodil jako třetí dítě v rodině lesníka. Jeho otec Fridrich Bennewitz byl původem Němec a byl zaměstnán na litomyšlském panství u hraběte Antonína Valdštejna. Matka Josefa, roz. Keppertová, byla Češka. Malý Antonín vyrůstal v přívratské myslivně, která sloužila jako lesní úřad a dětství prožil se svými sourozenci v těsném sepětí s přírodou. Studoval na piaristickém gymnáziu v Litomyšli a později na pražské konzervatoři ve třídě houslí u profesora Mořice Mildnera, kterou absolvoval s výborným prospěchem v roce 1852. V letech 1852–1861 nastoupil jako první houslista v orchestru Stavovského divadla a oženil se.
Jako koncertní mistr působil v letech 1861–1863 v Salcburku, kde revidoval skladby Wolfganga Amadea Mozarta. S úspěchem koncertoval i v dalších evropských městech a metropolích Stuttgartu, Bruselu i Paříži. V roce 1866 byl jmenován profesorem Pražské konzervatoře a v roce 1882 jejím ředitelem. V této škole působil téměř 30 let a doba jeho vedení byla nazývána „zlatou dobou pražské konzervatoře“. Nedělal rozdíly mezi studenty podle národnosti, zasadil se o výuku v českém jazyce, vyhledával a podporoval nadané české studenty. Obnovil veřejné žákovské večírky a umožnil tím svým žákům vystupovat před publikem. Sám se pak věnoval dirigování školního orchestru a na program koncertů zařazoval hlavně díla českých autorů. Za dobu jeho působení vychoval celou řadu vynikajících houslistů a hudebníků, mezi nimiž byli Josef Suk, Oskar Nedbal, Otakar Ševčík, František Ondříček, Jiří Herold, Karel Hoffmann, Karel Halíř a mnoho dalších. Jeho manželka Emilie, rozená Miková byla operní zpěvačka a sdílela s ním lásku k české hudbě a českým hudebním skladatelům. V roce 1895 chtěl odejít na zasloužený odpočinek, ale penze se dočkal až v roce 1901, kdy ho ve funkci ředitele Pražské konzervatoře vystřídal Antonín Dvořák. Zbytek života prožil v severočeských Doksech, kde 29. 5. 1926 zemřel ve věku 93 let a je pochovaný na místním hřbitově.

## Rodina
Oženil se s Emilií Mikovou z Přestavlk a během pobytu v Salzburgu se jim narodil první syn Julius (1863). Dcera Augusta se narodila roku 1866 ve Stuttgartu. Po přesídlení do Prahy rodina od roku 1867 bydlela na Starém městě, zprvu v ulici Karoliny Světlé čp. 1014/I. Roku 1868 se narodil druhý syn Fridrich, který zemřel jako čtyřletý.

## Dílo

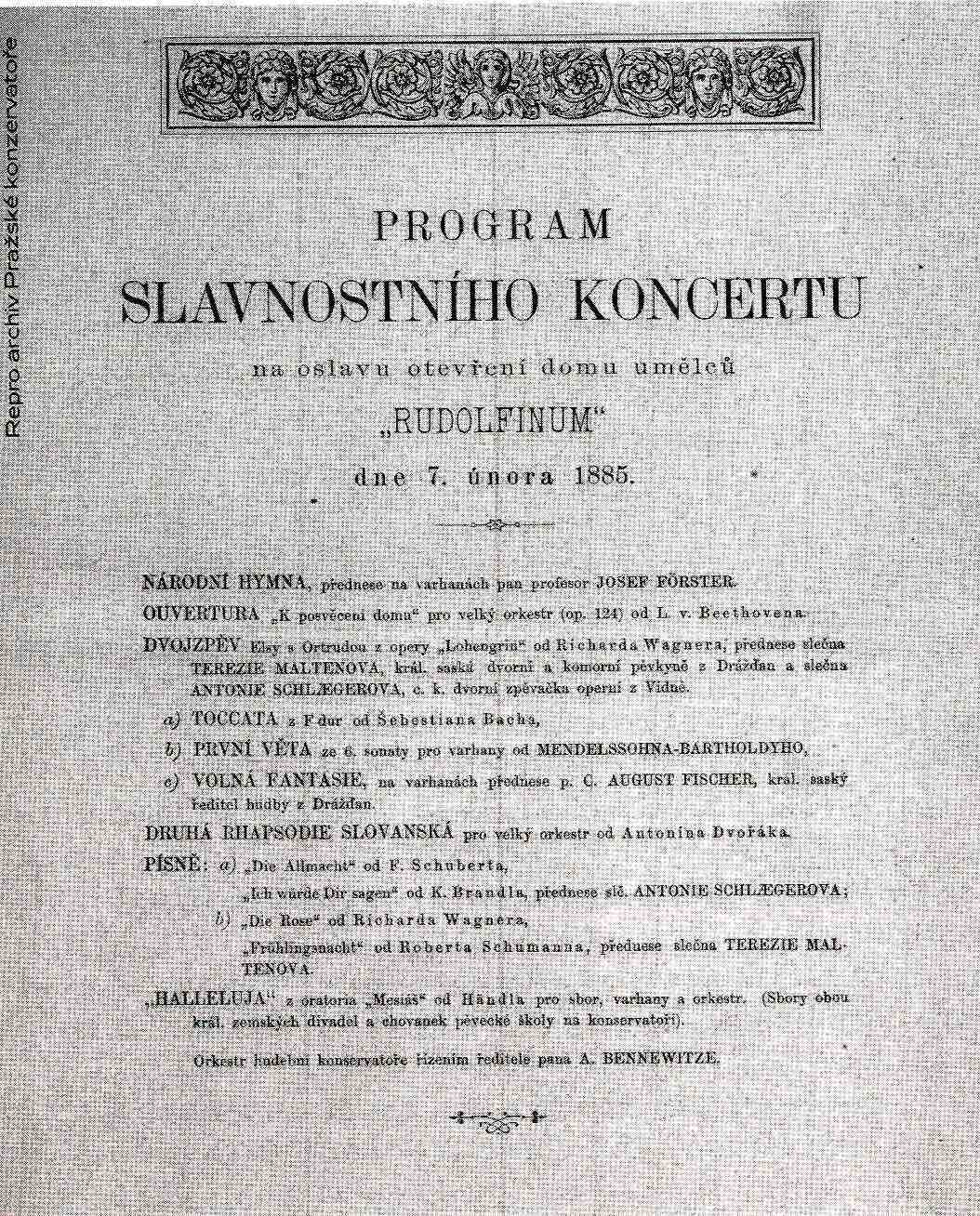
Program koncertu, řízeného Antonínem Bennewitzem, ke slavnostnímu otevření Rudolfina v roce 1885

- 3. prosince 1855 se v Praze zúčastnil jako houslista prvního provedení skladby Bedřicha Smetany Klavírní trio g moll, op.15 s Bedřichem Smetanou za klavírem a cellistou Juliem Goltermannem.[4]
- V roce 1876 vystřídal Mořice Mildnera v úloze primaria Pixisova kvarteta,[p 1] které se díky tomu stalo známé a světově uznávané jako Bennewitzovo kvarteto. Byl jedním ze zakladatelů Spolku pro komorní hudbu (Kammermusikverein)[5], jehož cílem bylo pořádání koncertů komorní hudby před širší veřejností. Jeho vznik a vzrůstající národní cítění inspirovaly Bedřicha Smetanu k napsání Smyčcového kvarteta No. 1 e moll "Z mého života".[4]
- 7. února 1885 řídil slavnostní koncert k otevření domu umělců Rudolfina.
- V roce 1891 založil spolu s Hanušem Wihanem, profesorem komorní hry, České kvarteto, jehož členy se stali čtyři studenti Pražské konzervatoře: Karel Hoffmann, Josef Suk, Oskar Nedbal a Otto Berger.
- 25. února 1895 řídil první úplné provedení Sukovy Serenády pro smyčce e dur, op. 6 se smyčcovým orchestrem Pražské konzervatoře.
- 3. června 1896 řídil na Pražské konzervatoři první provedení symfonických básní Antonína Dvořáka na motivy balad Erbenovy Kytice: Vodník, op. 107, Polednice, op. 108, Zlatý kolovrat, op. 109 a Holoubek, op. 110.

## Závěr
V roce 1998 bylo v Praze založeno nové Bennewitzovo kvarteto, jehož mladí členové navazují na tradici slavné pražské houslové školy a jejího představitele Antonína Bennewitze.
Od roku 1999 nese jméno Antonína Bennewitze mezinárodní hudební festival v České Třebové. Jeho součástí je i koncert v Přívratu, kde byl Antonínu Bennewitzovi 6. 4. 2008 odhalen památník s restaurovanou pamětní deskou, která byla původně umístěna na jeho rodné myslivně.

## Odkazy

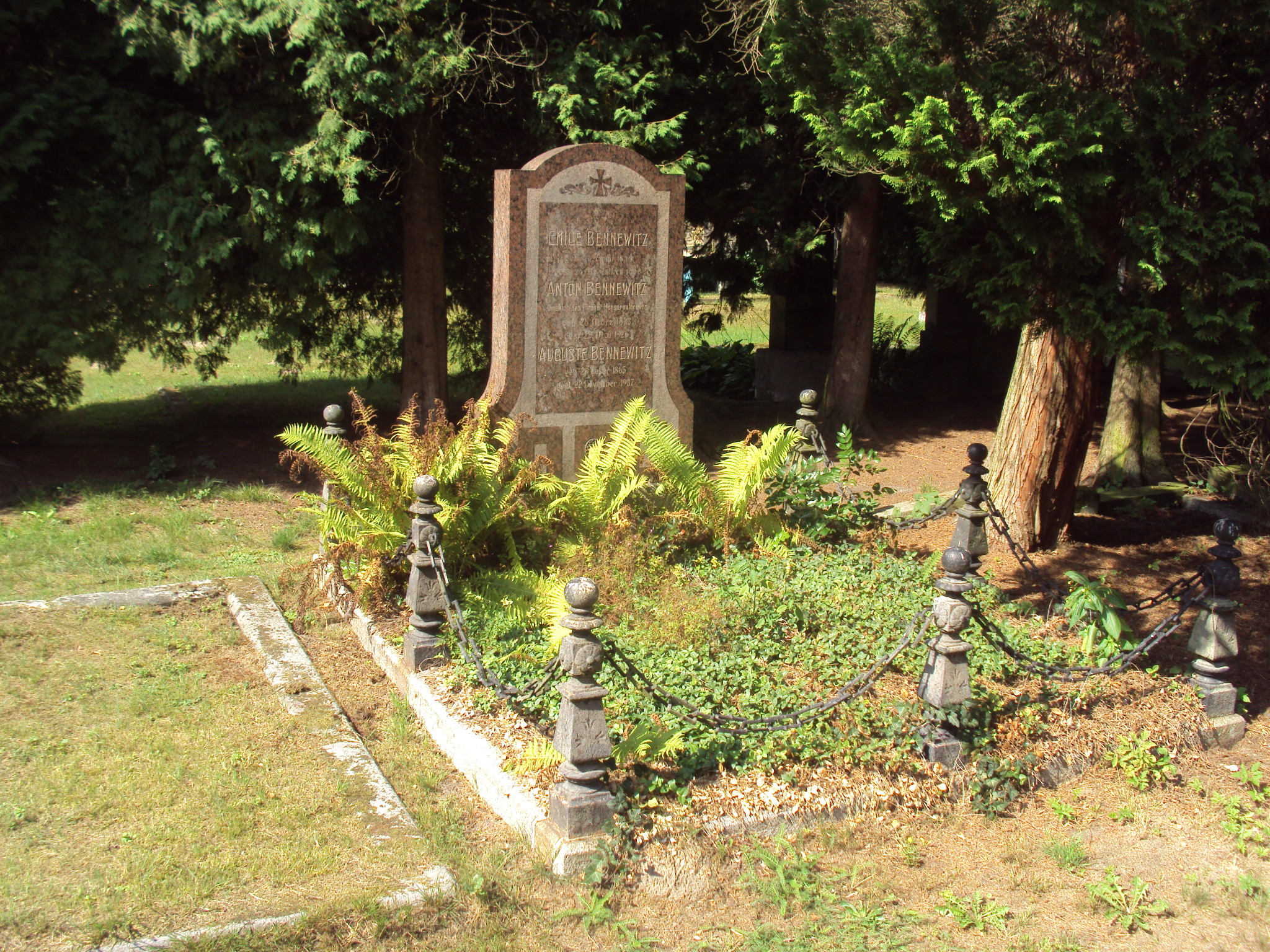
Hrob Bennewitzův na hřbitově v Doksech je kulturní památkou